# 蒂芬大学

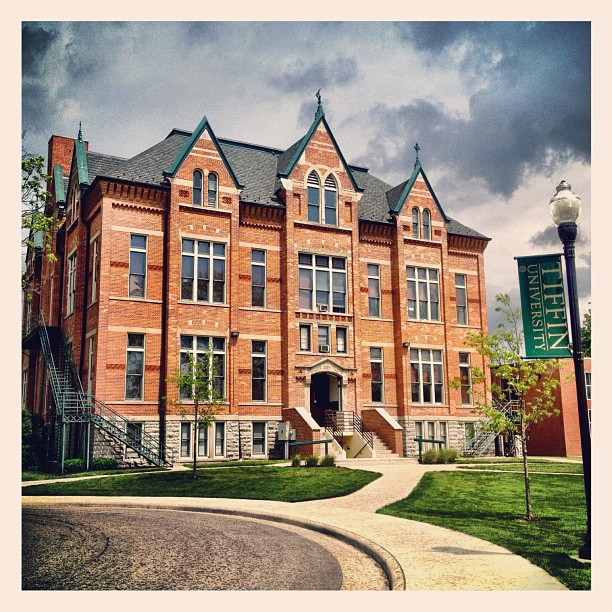
蒂芬大学圖

蒂芬大学是美国俄亥俄州蒂芬的一所私立大学，1888年建校。蒂芬大学主校区开设的本科和研究生学位课程已获得高等教育委员会（英語：Higher Learning Commission）认可。

## 历史
蒂芬大学最初从属于俄亥俄海德堡大学，是俄亥俄海德堡大学里的商学院，教授一些当时流行的商学院课程。1917年蒂芬大学从俄亥俄海德堡大学中分离出，将校址迁移至蒂芬市市中心。

## 学术
蒂芬大学提供本科生和研究生学位。蒂芬大学由三个学院组成：文学与科学学院，商学院，和刑事司法与社会科学学院。校图书馆是理查德C.菲佛图书馆，菲佛图书馆也是俄亥俄州图书馆与信息网络的成员，校园师生可以访问大量的电子书和数据库，也可借阅俄亥俄州图书馆与信息网络其他成员图书馆的书籍。

## 教育认证
蒂芬大学已获得高等教育委员会认证。蒂芬大学商学院获得美国商学院认证理事会认证，其企业管理学士和工商管理硕士项目获得欧洲商业教育理事会认证。蒂芬大学和俄亥俄路德大学共同合作开设的教师培训项目则获得美国国家教师教育认证委员会认证。